# Butler Lampson
Butler W. Lampson (Washington, D.C., 23 de dezembro de 1943) é um cientista da computação estadunidense, mais conhecido por suas contribuições para o desenvolvimento e implementação da computação pessoal distribuída.
Em 1984, Lampson foi eleito membro da National Academy of Engineering por contribuições notáveis no desenvolvimento, esclarecimento e design de sistemas operacionais de computador, linguagens de programação e computadores pessoais.

## Educação e infância
Depois de se formar na Lawrenceville School (onde em 2009 recebeu o Prêmio Aldo Leopold, também conhecido como Medalha Lawrenceville, o maior prêmio de Lawrenceville para ex-alunos), Lampson recebeu um AB em física (magna cum laude com as maiores honras na disciplina) de Universidade Harvard em 1964 e um Ph.D. em engenharia elétrica e ciência da computação pela Universidade da Califórnia, Berkeley, em 1967.

## Carreira e pesquisa
Durante a década de 1960, Lampson e outros fizeram parte do Projeto GENIE na UC Berkeley. Em 1965, vários membros do projeto génios, especificamente Lampson e L Peter Deutsch, desenvolveu o sistema de timesharing Berkeley para Scientific Data Systems' 940 SDS computador. Após completar seu doutorado, Lampson permaneceu na UC Berkeley como professor assistente (1967-1970) e professor associado (1970-1971) de ciência da computação. Por um período de tempo, ele atuou simultaneamente como diretor de desenvolvimento de sistema da Berkeley Computer Corporation (1969-1971).
Em 1971, Lampson se tornou um dos membros fundadores do Xerox PARC, onde trabalhou no Laboratório de Ciência da Computação (CSL) como cientista principal (1971-1975) e pesquisador sênior (1975-1983). Sua visão agora famosa de um computador pessoal foi capturada no memorando de 1972 intitulado "Why Alto?". Em 1973, o Xerox Alto, com seu mouse de três botões e monitor de página inteira, nasceu. Ele agora é considerado o primeiro computador pessoal real em termos do que se tornou o modo de operação GUI "canônico".
Todos os computadores subsequentes construídos no Xerox PARC, exceto o "Dolphin" (usado na máquina Xerox 1100 LISP) e o "Dorado" (usado na máquina Xerox 1132 LISP) seguiram um projeto geral chamado "Wildflower", escrito por Lampson, e isso incluía as máquinas da série D: o "Dandelion" (usado na máquina Xerox Star e Xerox 1108 LISP), "Dandetiger" (usado na máquina Xerox 1109 LISP), "Daybreak" (Xerox 6085) e "Dicentra "(usados internamente para controlar vários dispositivos de hardware especializados).

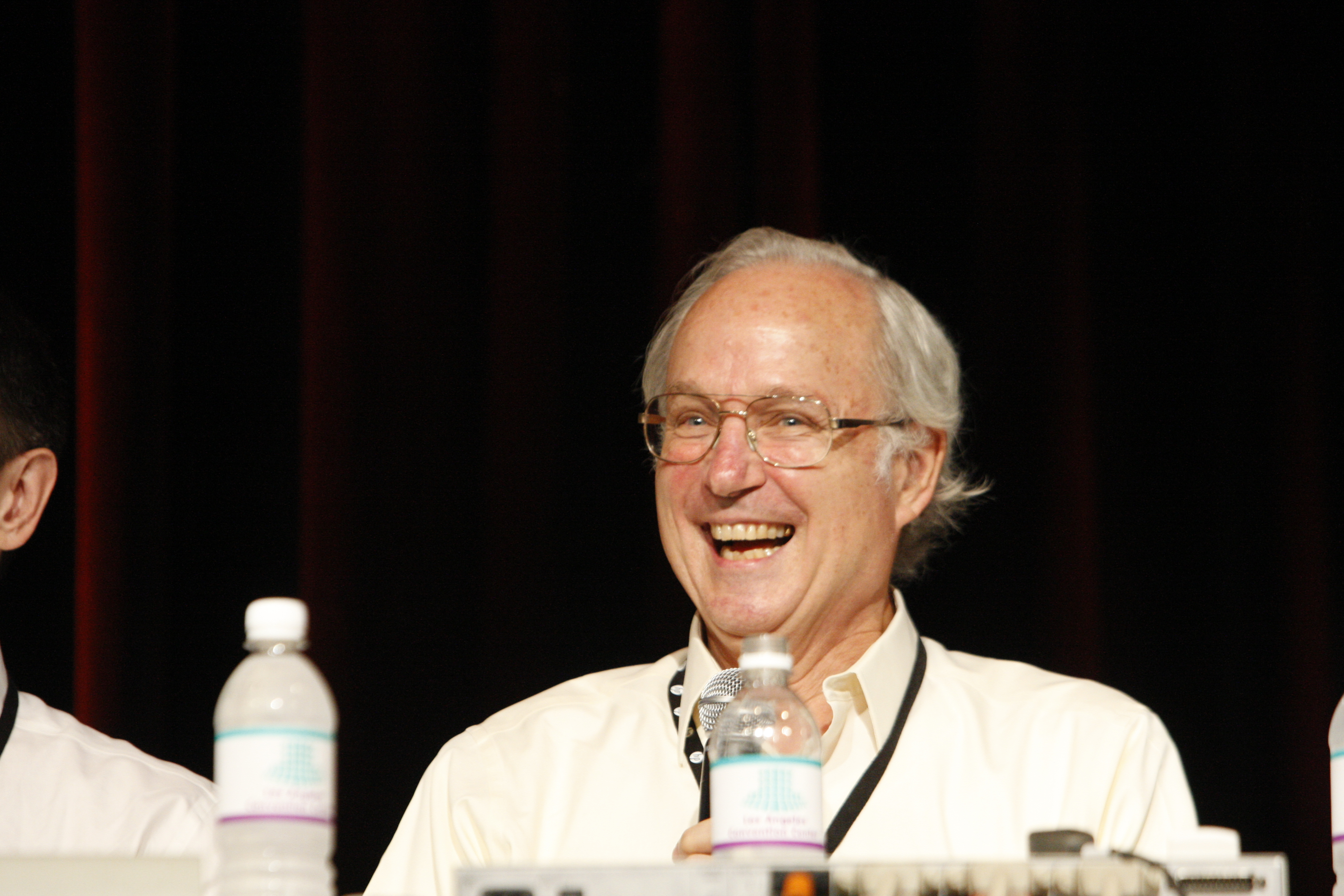
Painel de Líderes Técnicos da Professional Developers Conference 2009

No PARC, Lampson ajudou a trabalhar em muitas outras tecnologias revolucionárias, como design de impressora a laser; protocolos de confirmação de duas fases; Bravo, o primeiro programa de formatação de texto WYSIWYG; e Ethernet, a primeira rede local de alta velocidade (LAN). Ele projetou várias linguagens de programação influentes, como Euclid.
Após a renúncia do gerente da gerente Xerox PARC CSL Bob Taylor em 1983, Lampson e Chuck Thacker seguiram seu colega de longa data a Digital Equipment Corporation 's Systems Research Center. Lá, ele foi engenheiro consultor sênior (1984-1986), engenheiro consultor corporativo (1986-1993) e engenheiro consultor corporativo sênior (1993-1995). Pouco antes da aposentadoria de Taylor, Lampson saiu para trabalhar para a Microsoft Research como arquiteto (1995-1999), engenheiro renomado (2000-2005) e membro técnico (2005-presente).
Desde 1987, Lampson é professor adjunto de engenharia elétrica e ciência da computação no Instituto de Tecnologia de Massachusetts.